# Шевчик, Дмитрий Владимирович
Шевчик Дмитрий Владимирович (13 июля 1977, Кривой Рог, Днепропетровская область — 8 октября 2024, Криворожский район, Днепропетровская область) — украинский бизнесмен, политик и общественный деятель. Генеральный директор ЦГОКа. Лауреат Государственной премии Украины в области науки и техники (2020).

## Биография
Родился 13 июля 1977 года в городе Кривой Рог Днепропетровской области.
В 1999 году окончил Криворожский экономический институт Киевского национального экономического университета.
С 2003 года работал заместителем генерального директора по коммерческим вопросам на ЮГОКе (Кривой Рог). В 2003 году окончил Киевский национальный университет имени Тараса Шевченко, Институт международных отношений.
В 2006 году баллотировался в Верховную Раду от Блока Литвина, но избран не был.
В 2013 году окончил Международный институт менеджмента ЛИНК.
С 1 сентября 2015 года — генеральный директор ЦГОКа (Кривой Рог). В 2015 году избран депутатом Днепропетровского областного совета от «Оппозиционного блока». В 2015 году окончил Национальная академия государственного управления при Президенте Украины и INSEAD (Франция).
В 2020 году участвовал в выборах мэра Кривого Рога от партии «Слуга народа», но проиграл.
В апреле 2024 года уволился с должности генерального директора, непродолжительное время работал директором компании «Рудомайн».
8 октября 2024 года был найден мёртвым на базе отдыха возле села Кудашевка в Криворожском районе. По предварительным данным, покончил с собой с помощью охотничьего карабина «Сайга». Следствие рассматривает версии самоубийства и умышленного убийства.

## Награды
- Государственная премия Украины в области науки и техники (30 декабря 2020) — за работу «Экологоориентированные технологии добычи железорудного сырья на шахтах Украины»[6];
- Нагрудный знак «За развитие региона» Днепропетровской областной государственной администрации;
- Знак «За заслуги перед городом» (Кривой Рог) 2-й и 3-й степеней.